# Dwight Warsodikromo
Dwight Warsodikromo (1976) is een Surinaams choreograaf, theatermaker en bestuurder.

## Biografie
Dwight Warsodikromo beoefende de Javaanse sierlijke gevechtskunst pencak silat toen hij in 1996 aan Balletschool Marlène met lessen startte in klassiek ballet en folkloristische dansen. Verder leerde hij Javaanse dansstijlen van Marioen Amatdanom en traditionele dansstijlen van de Indonesiër Ibu Atmani in het cultuurcentrum Sana Budaya. Vervolgens studeerde hij in 2004 een jaar aan de University Seni Institute Indonesia (Instituut voor de Kunsten) in Yogyakarta.
Vervolgens werd hij assistent-regisseur van Henk Tjon bij het theaterstuk Land van Ame, waarbij hij les kreeg in regie van Tjon, Wilgo Baarn, Helen Kamperveen en Pak Santo. Het stuk werd opgevoerd in Suriname en in Nederland. In 2007 behoorde hij tot de selectie van Theatre on the move van het Koninklijk Instituut voor de Tropen. Gaandeweg ontwikkelde hij een eigen signatuur in zijn choreografieën.
Voor de nieuwe Soeki Irodikromo Volksakademie werd hij cursusleider voor pencak silat en dans en artistiek leider van de daaruit ontstane Sana Budaya Dance Company (later hernoemd naar 4S-dance company). In 2010 voerde hij met het gezelschap zijn choreografie Guloh op in Barbados. Daar ontstond het idee om de dansers te beschilderen, waarmee hij een eerste verbinding legde tussen dans en kunst. Hierna voerde hij het stuk rond de twintig keer op in Suriname. In samenwerking met Art Lab Suriname van Maikel Austin reisde hij naar Sao Paolo en Shanghai.
In 2014 stond hij met zijn productie Kifunga op het festival Fiesta del Fuego in Cuba, tijdens het vijfhonderdjarig bestaan van Santiago de Cuba. Ook was hij dat jaar met het gezelschap in Engeland voor optredens. Daarnaast is Warsodikromo voorzitter van de Vereniging Herdenking Javaanse Immigratie (VHJI).
Na een scheuring binnen de Surinaamse Pencak Silat Associatie splitsten hij en een groot aantal andere pencak-silat-schoolleiders zich in 2018 af en werd hij de voorzitter van de nieuw-opgerichte Pencak Silat Federatie Suriname.